# 제한된 볼츠만 머신
제한된 볼츠만 머신(Restricted Boltzmann machine, RBM)은 입력 집합에 대한 확률 분포를 학습할 수 있는 생성 확률론적 인공 신경망이다.
RBM은 1986년 폴 스몰렌스키에 의해 "Harmonium"이라는 이름으로 처음 제안되었으며, 제프리 힌턴과 공동 작업자가 2000년대 중반에 빠른 학습 알고리즘을 사용한 이후 두각을 나타냈다. RBM은 차원 축소, 분류, 협업 필터링, 기능 학습, 주제 모델링, 면역학, 심지어 다체 양자 역학에서도 응용 분야를 찾았다. 작업에 따라 지도 방식 또는 비지도 방식으로 교육을 받을 수 있다.

## 같이 보기
- 오토인코더